# 이윤희 (무용가)
이윤희(1985년 8월 25일 ~)은 대한민국의 무용수이다.

## 경력
- 뭅뭅모던핏 대표
- 2011.~2017 국립현대무용단 단원

## 수상
- 전국신인무용콩쿠르 수석상

## 학력
- 중앙여자고등학교 (졸업)
- 한국예술종합학교 무용원 실기과 (졸업)
- 성균관대학교 교육대학원 체육교육과 (졸업)

## 방송
- 2014년 댄싱9